# 222

## Nașteri
- dată necunoscută: Carus  (d. 283)

## Decese
- 11 martie: Eliogabal, împărat roman (n. 203)